# Йохан III Бернули
Вижте пояснителната страница за други личности с името Бернули.
Йохан III Бернули (на немски: Johann III Bernoulli) е швейцарски математик и астроном, член на династията Бернули, син на Йохан II Бернули.

## Биография
Роден е на 4 ноември 1744 година в Базел, Швейцария. Като малък Йохан III е считан за дете чудо с енциклопедични познания и интереси в областта на математиката и правото. На 14-годишна възраст получава магистърска степен по право. Едва на 19 е поканен в Берлинската академия за кралски астроном и да обнови академичната обсерватория. Тази задача обаче е непосилна за младежа, поради крехкото му здраве и недостатъчните познания по астрономия. Статиите му по астрономия докладвали за различни наблюдения и изчисления, но никога не са имали особена значимост.
Трудовете му по математика са основно в областта на вероятностите, теорията на уравненията и периодичните дроби, но и те не блестели с някакви постижения. Между 1776 и 1789 г. издава Лайпцигското списание по чиста и приложна математика.
Йохан III бил съвсем наясно с наследството, оставено от именитите си родственици и се опитва да извлече финансова изгода за себе си. Продава кореспонденцията на дядо си Йохан Бернули и други членове на семейството на Стокхолмската академия, където те престояват в забвение до 1877 г. Когато биват открити, се оказва, че 2800 от писмата в колекцията са написани от самия Йохан III.
Умира на 13 юли 1807 година в Берлин на 62-годишна възраст.